# 大阪ガス住宅設備
大阪ガス住宅設備株式会社は、関西圏で戸建住宅事業を手がける大阪ガスグループの企業。

## 概要
1978年にキッチンなどの住宅設備機器を扱う会社として、大阪ガス株式会社より分離独立した。その後、大阪ガスの新規事業開発の一環として事業のインキュベート期間を経た上で、大阪ガス住宅設備株式会社 住宅事業部として
1995年より正式に新築住宅事業をスタートさせた。

## 沿革
- 1978年7月22日 - 住設機器販売事業を主とする大阪ガス株式会社100%出資企業として設立される。
- 1991年 - 大阪ガス株式会社内にハウジングプロジェクトチームを発足[1]
- 1995年 - 大阪ガス住宅設備株式会社内に住宅事業部を設立し新築住宅事業をスタートする。
- 1998年 - 自由設計商品「はるる」発売
- 1999年 - セレクションオーダー商品「Haruru・J」発売
- 2003年 - 自由設計商品「アーキテクトスタイル」発売
- 2004年 - 自由設計商品「マイホームスタイル」発売
- 2006年 - 竣工累積棟数1,000棟達成
- 2008年 - 企画商品「hacore（ハコア）」発売、2008年度グッドデザイン賞受賞[2]
- 2010年 - 企画商品「carugo（カルゴ）」発売
- 2011年 - 竣工累積棟数2,000棟達成
- 2013年 - 自由設計商品「コンフォートスタイル」発売
- 2014年 - 企画商品「陽芽」を発売
- 2018年 - 竣工累積棟数3,000棟達成
- 2020年4月 - 住設機器販売事業・リフォーム事業を大阪ガスマーケティング株式会社に承継し、新築住宅事業のみ単一セグメントとなる。[3]
- 2025年3月 - 戸建住宅の新規受注を停止し、以降のアフターサービスは大和ハウスリフォームが実施する。